# Goniembice
Goniembice (pol. hist. Goniębice) – wieś w Polsce położona w województwie wielkopolskim, w powiecie leszczyńskim, w gminie Lipno.
Na terenie wsi leży rezerwat przyrody Dolinka.

## Nazwa
Wieś pierwotnie związana była z Wielkopolską. Ma metrykę średniowieczną i istnieje co najmniej od początku XIV wieku. Wymieniona została w łacińskim dokumencie datowanym na 1395 pod nazwą Gonebicze, 1399 Gonøbicze, 1406 Gonabice, 1407 Gonambicze, 1408 Gonanbicze, Gouanbicze, 1415 błędnie Gołębice, 1418 Gonyambicze, 1419 błędnie Wonyebycze, 1420 Gonyabicze, 1421 Gonąbicze, 1422 Gonyąbicze, 1466 Gonyanbicze, 1473 Gonyebycze.
Pierwotna historyczna nazwa została zmieniona w XXI wieku. Dnia 1 stycznia 2011 urzędowo zmieniono nazwę wsi z Goniębice na Goniembice.

## Historia
Początkowo wieś należała do lokalnego opola będącego reliktem przedpaństwowej organizacji plemiennej na tym terenie. Od 1406 miejscowość była siedzibą własnej parafii w dekanacie Kościan. W 1438 leżała w powiecie kościańskim Korony Królestwa Polskiego.
Miejscowość była wsią szlachecką należącą początkowo do lokalnej szlachty wielkopolskiej Wyciążkowskich, którzy do nazwy wsi przyjęli odmiejscowe nazwisko Goniębickich, a także do Kuranowskich, Dłuskich. W 1399 Szymon Gronowski rozgraniczył należące do niego wsie Goniębice i Piotrowice z wsiami Klonowiec i Żakowo należące do Michała Stosza. W 1401 mieszkańcy Goniębic zapłacili karę po 8 skudów sądowi oraz Tomisławowi, za niestawienie się na rozgraniczenie dokonywane przez opole. W latach 1410–1420 wieś należała do Jakusza Grunowskiego zwanego też Wyciążkowskim. W latach 1438–1450 dziedzicem Wyciążkowa, Goniębic oraz Zawad był Jan Wyciążkowski, który w 1438 na połowie dóbr w posiadanych wsiach zapisał po 125 grzywien posagu oraz wiana swojej żonie Zofii. W 1450 Jan dokonał podziału Goniębic i Wyciążkowa pomiędzy siebie oraz swego krewnego Jana Wyciążkowskiego.
W latach 1465–1466 dziedzicem we wsi był Marcin Goniębicki także właściciel Wyciążkowa. W 1471 jako dziedzic odnotowany został Jan Wyciążkowski junior. W 1471 jego córki Dorota żona Jana Szurkowskiego oraz Katarzyna żona Mikołaja Kuczyńskiego, sprzedały odziedziczone części w Wyciążkowie oraz Goniębicach Marcinowi Mikołajowi niegdyś Kuranowskiemu z Goniębic. W 1472 miejscowy pleban Maciej z Gostynia trafił do więzienia za pomocnictwo w uprowadzeniu panny Agnieszki Niepartskiej z kościoła w Nieparcie przez Mikołaja Borka Osieckiego. Pleban odprawiał nabożeństwa oraz wprowadził Agnieszkę jako pannę młodą do kościoła udzielając parze ślubu. Z powodu pomocy udzielonej przy porwaniu panny oraz buntowniczej postawy plebana w czasie zeznań, został ukarany więzieniem. W 1473 Jan syn Mikołaja z Goniębic odnotowany został jako student na Uniwersytecie Jagiellońskim w Krakowie.
Wieś odnotowały również historyczne spisy podatkowe. W 1510 połowa Goniębic należała do panów ze wsi Długie, a druga połowa do panów z Wyciążkowa, którzy byli również patronami lokalnego kościoła. W 1510 odnotowano w Goniębicach 4 łany osiadłe oraz 6 łanów opuszczonych, z których 2,5 łana uprawiali Dłuscy, a część pozostałych kmiecie. Odnotowany został także folwark znajdujący się prawdopodobnie w rękach Wyciążkowskich, dwa stawy oraz opuszczony młyn. W 1530 we wsi miał miejsce pobór 2 i 1/4 łana. W 1513 dziedzicami we wsi byli Jan, Michał i Andrzej Goniębiccy. W 1545-1581 dziedzicem wsi był Marcin Goniębicki, a w latach 1545-1556 bracia Jan oraz Benedykt Goniębiccy niegdyś Górzyńscy. W 1566 w części należącej do Benedykta Goniębickiego znajdowało się 3 łany, karczma doroczna, młyn korzeczny Kozikowski o jednym wodnym kole. Natomiast w części Marcina Goniębickiego znajdował się wiatrak dziedziczny. W 1581 we wsi miał miejsce pobór od 3 łanów oraz od dwóch zagrodników. 
W 1581 miejscowość położona była w powiecie kościańskim województwa poznańskiego. Po rozbiorach Polski miejscowość wraz z całą Wielkopolską znalazła się w zaborze pruskim.
W latach 1975–1998 miejscowość administracyjnie należała do województwa leszczyńskiego.
W miejscowości działała Rolnicza Spółdzielnia Produkcyjna Goniembice.

## Oświata
- Szkoła Podstawowa im. 17 Pułku Ułanów w Goniembicach